# 2009 KX36
2009 KX36, também escrito como 2009 KX36, é um corpo menor que está localizado no disco disperso, uma região do Sistema Solar. Ele possui uma magnitude absoluta de 8,0 e tem um diâmetro estimado de cerca de 111 km.

## Descoberta
2009 KX36 foi descoberto no dia 27 de maio de 2009.

## Órbita
A órbita de 2009 KX36 tem uma excentricidade de 0,341 e possui um semieixo maior de 67,811 UA. O seu periélio leva o mesmo a uma distância de 44,719 UA em relação ao Sol e seu afélio a 90,904 UA.